# Championnat de Tanzanie de football 2024-2025
Navigation
Saison précédente Saison suivante
La saison 2023-2024 du Championnat de Tanzanie de football est la soixante-et-unième édition de la Ligi Kuu Bara, le championnat de première division en Tanzanie. Les seize meilleures équipes du pays sont regroupées au sein d’une poule unique où elles s’affrontent deux fois au cours de la saison, à domicile et à l’extérieur. En fin de saison, les deux derniers du classement sont relégués directement et remplacés par les deux meilleurs clubs de deuxième division. Les 13e et 14e jouent les barrages pour tenter de se maintenir en première division.
Le tenant du titre, Young Africans FC, remporte le championnat en terminant à la première place, c'est le quatrième titre d'affilée et le 26e de l'histoire du club.

## Les clubs participants
- Azam FC
- Young Africans FC
- Simba SC
- Kagera Sugar FC
- Prisons SC
- Dodoma Jiji FC
- Coastal Union
- Kinondoni Municipal Council
- Ihefu FC renommé Singida Black Stars FC
- Namungo FC
- Singida Fountain Gate
- JKT Tanzania FC
- Tabora United FC
- Mashujaa FC
- KenGold FC - Promu de D2
- Pamba SC - Promu de D2

## Compétition
Le barème utilisé pour établir le classement est le suivant :
- Victoire : 3 points
- Match nul : 1 point
- Défaite : 0 point

### Classement
| Rang | Équipe                      | Pts | J  | G  | N  | P  | Bp | Bc | Diff |
| ---- | --------------------------- | --- | -- | -- | -- | -- | -- | -- | ---- |
| 1    | Young Africans T C          | 82  | 30 | 27 | 1  | 2  | 83 | 10 | +73  |
| 2    | Simba                       | 78  | 30 | 25 | 3  | 2  | 69 | 13 | +56  |
| 3    | Azam FC                     | 63  | 30 | 19 | 6  | 5  | 56 | 19 | +37  |
| 4    | Singida Black Stars FC      | 57  | 30 | 17 | 6  | 7  | 45 | 26 | +19  |
| 5    | Tabora United FC            | 38  | 30 | 10 | 8  | 12 | 28 | 45 | -17  |
| 6    | JKT Tanzania FC             | 36  | 30 | 8  | 12 | 10 | 27 | 27 | 0    |
| 7    | Mashujaa FC                 | 35  | 30 | 8  | 11 | 11 | 29 | 33 | -4   |
| 8    | Coastal Union               | 35  | 30 | 8  | 11 | 11 | 26 | 31 | -5   |
| 9    | Namungo FC                  | 35  | 30 | 9  | 8  | 13 | 28 | 36 | -8   |
| 10   | Kinondoni Municipal Council | 35  | 30 | 9  | 8  | 13 | 26 | 43 | -17  |
| 11   | Pamba SC P                  | 34  | 30 | 8  | 12 | 10 | 22 | 33 | -11  |
| 12   | Dodoma Jiji FC              | 34  | 30 | 9  | 7  | 14 | 31 | 49 | -18  |
| 13   | Prisons SC                  | 31  | 30 | 8  | 7  | 15 | 26 | 46 | -20  |
| 14   | Singida Fountain Gate       | 29  | 30 | 8  | 5  | 17 | 32 | 58 | -26  |
| 15   | Kagera Sugar FC             | 23  | 30 | 5  | 8  | 17 | 22 | 41 | -19  |
| 16   | KenGold FC P                | 16  | 30 | 3  | 7  | 20 | 22 | 62 | -40  |

|  | Qualification pour la Ligue des champions de la CAF 2025-2026 |
|  | Qualification pour la Coupe de la confédération 2025-2026     |
|  | Barrages de relégation                                        |
|  | Relégation en deuxième division                               |
|  | T : Tenant du titre C : Coupe de Tanzanie P : Promu de D2     |

- Comme le champion Young Africans gagne également la Coupe de Tanzanie, le quatrième est qualifié pour la Coupe de la confédération 2025-2026[3].

### Barrages de promotion relégation
Prisons SC et Singida Fountain Gate se rencontrent pour le maintien, le score cumulé est de 4 à 2 pour Prisons SC qui se maintient en première division. Singida Fountain Gate doit disputer un barrage contre Stand United FC, une équipe de deuxième division pour tenter de se maintenir. Les matchs ont lieu le 4 et 8 juillet 2025. Singida Fountain Gate remporte les deux matchs (3-1 et 2-0) et se maintient en première division.

## Bilan de la saison
| Championnat de Tanzanie de football 2024-2025 |                                          |
| Champion                                      | Young Africans Football Club (26e titre) |
| Coupes et trophées                            |                                          |
| Vainqueur de la Coupe de Tanzanie 2024-2025   | Young Africans Football Club             |
| Qualifications continentales                  |                                          |
| Ligue des champions de la CAF 2025-2026       | Young Africans Football Club             |
| Ligue des champions de la CAF 2025-2026       | Simba Sports Club                        |
| Coupe de la confédération 2025-2026           | Azam Football Club                       |
| Coupe de la confédération 2025-2026           | Singida Black Stars FC                   |
| Promotions et relégations                     |                                          |
| Promus en Première division                   | Mtibwa Sugar                             |
| Promus en Première division                   | Mbeya City                               |
| Relégués en Deuxième division                 | Kagera Sugar FC                          |
| Relégués en Deuxième division                 | KenGold FC                               |